# Celsiella revocata
Espèce
Synonymes
- Centrolenella revocata Rivero, 1985
- Hyalinobatrachium revocatum (Rivero, 1985)
- Cochranella revocata (Rivero, 1985)

Statut de conservation UICN

 VU B1ab(iii) : Vulnérable
Celsiella revocata est une espèce d'amphibiens de la famille des Centrolenidae.

## Répartition
Cette espèce est endémique du Venezuela. Elle se rencontre de 1 200 à 1 800 m d'altitude dans la cordillère de la Costa.

## Publication originale
- Rivero, 1985 : Nuevos centrolenidos de Colombia y Venezuela. Brenesia, vol. 23, p. 335-373.